# Paul Martin (biskup)
Paul Gerard Martin SM (ur. 5 maja 1967 w Hastings) – nowozelandzki duchowny katolicki, biskup Christchurch w latach 2018–2021, arcybiskup koadiutor Wellington w latach 2021–2023, arcybiskup metropolita Wellington od 2023.

## Życiorys
Święcenia kapłańskie otrzymał 4 września 1993 w zgromadzeniu marystów. Pracował głównie w zakonnych kolegiach. W latach 2014–2016 był ekonomem i wiceprzełożonym prowincji, a w latach 2016–2017 ekonomem generalnym zakonu.
5 grudnia 2017 papież Franciszek mianował go ordynariuszem diecezji Christchurch. Sakry udzielił mu 3 marca 2018 metropolita Wellington – kardynał John Atcherley Dew.
1 stycznia 2021 papież Franciszek przeniósł go na urząd arcybiskupa koadiutora Wellington.
5 maja 2023, po przyjęciu przez papieża rezygnacji kardynała Johna Dewa, objął urząd arcybiskupa metropolity Wellington.
27 maja 2023 papież Franciszek mianował go również biskupem ordynariuszem armii nowozelandzkiej.